# YOGURT-pooh
YOGURT-pooh（ヨーグルト・プゥ）は、日本のロックバンド。

## 概要
井野洋樹が18歳の高校時代に広島で結成したバンドが原型。その後進学した立命館大学のサークルロックコミューンで知り合ったメンバーらと2001年8月にシングル「ビジネスサーファ」でメジャーデビュー。
宮一敬 (B,Cho) の脱退により、以降は井野洋樹 (Vo,G)、長濱 正剛 (Dr,Cho)、松尾 祐紀 (Gu,Cho) 、得田 聖子 (B) の編成となっている。
2009年8月8日、新高円寺クラブライナーにて復活＆解散ライブを行った。

## 作品

### インディーズ
- 『アントニオ』(2000.11.01)
  - TV movies make me happy/十月の朝/S.P.W/D/家路
- 『ベンジャミン』(2001.03.07)
  - 夕凪ブルース/Electric Young President/185 Hi-Fi brokener/GOOFY/PESS

### シングル
- 『ビジネスサーファ』(2001.08.01)
  - ビジネスサーファ/FUZZ POP/SLEEP EMOTION(京都ホルモンMIX)
- 『ロマンスプロバイダ』(2002.03.20)
  - ロマンスプロバイダ/ループ
- 『青い胸騒ぎ』(2002.06.05)
  - 青い胸騒ぎ/ワンダフル
- 『八月のエコー』(2002.08.17)
  - 八月のエコー/組曲

### アルバム
- 『薫風』(2001.09.19)
  - ビジネスサーファ/NEO G/ウーパールーパー/Bed Side See/水泡/ベル/FUZZ POP/I don't remember his name/Kids Like a Fish Kill Someone/SHORTY/宵待ちのバラード

- 『乳精』(2002.09.04)
  - R&R side seater/青い胸騒ぎ/アウトサイダー/八月のエコー/Future World/夏は陽炎/ロマンスプロバイダ/マイナーディスコ/ループ(remix)/色彩の歌/セレナーデ

### デモ音源
- 『demo2003-2004』(2004.03.01)
  - ROCKAHOLIC/hot step/水際

## タイアップ一覧
| 使用年 | 曲名               | タイアップ                                               | 収録作品                          |
| ------ | ------------------ | -------------------------------------------------------- | --------------------------------- |
| 2001年 | 夕凪ブルース       | テレビ朝日系『真夜中人魚』オープニングテーマ             | 2ndミニアルバム「ベンジャミン」   |
| 2001年 | 夕凪ブルース       | 福岡放送『バッテキ』エンディングテーマ                   | 2ndミニアルバム「ベンジャミン」   |
| 2001年 | ビジネスサーファ   | テレビ神奈川『ライブY』8月度オープニングテーマ           | 1stシングル「ビジネスサーファ」   |
| 2001年 | ビジネスサーファ   | TBS系『P.S.〜Pop Shake〜』9月度オープニングテーマ        | 1stシングル「ビジネスサーファ」   |
| 2002年 | ロマンスプロバイダ | ABCテレビ『デジネバ』3月度エンディングテーマ             | 2ndシングル「ロマンスプロバイダ」 |
| 2002年 | ロマンスプロバイダ | テレビ神奈川『ミュージックトマトJAPAN』4月度テーマソング | 2ndシングル「ロマンスプロバイダ」 |

## メディア出演

### ラジオ
- YOGURT-poohのホルモンノーヴァナイト（α-STATION、2001年1月 - ？）
- YOGURT-poohの今夜は聴かナイト（FM大阪、2001年10月 - ？）